# Moscovio
Il moscovio (precedentemente noto col nome sistematico temporaneo ununpentio, o eka-bismuto) è un elemento superpesante sintetico della tavola periodica, che ha come simbolo Mc e numero atomico 115. L'elemento è stato introdotto nella tavola periodica ufficiale dell'IUPAC il 30 dicembre 2015 insieme agli elementi con numero atomico 113, 117 e 118, andando così a completare il settimo periodo della tavola.

## Storia
Il 1º febbraio 2004, le sintesi del moscovio e del nihonio sono state riportate nella rivista scientifica Physical Review C da un gruppo composto da scienziati russi del Joint Institute for Nuclear Research dell'Università di Dubna, e scienziati statunitensi del Lawrence Livermore National Laboratory.
Il gruppo ha riportato di aver bombardato dell'americio (elemento 95) con del calcio (elemento 20), producendo quattro atomi di moscovio (elemento 115). Questi atomi, secondo quanto riportato, sono decaduti in nihonio (elemento 113) in una frazione di secondo. Il nihonio prodotto è esistito per 1,2 secondi, prima di decadere in elementi noti.

## Curiosità
- L'elemento 115 è stato utilizzato nelle vicende del videogioco Call of Duty zombie per descrivere la nascita dei morti viventi (nati come arma segreta dell'esercito nazista) e il funzionamento di alcune armi come la Raygun. Il Moscovio, infatti, viene studiato ed applicato da alcuni scienziati nazisti ed inglesi per creare armi potenti ed estremamente all'avanguardia nei vari periodi in cui è ambientato ogni singolo capitolo della saga.
- L'elemento 115 è anche, secondo le affermazioni di Bob Lazar, la sorgente energetica principale dei sistemi interni e della propulsione degli UFO studiati nella base denominata S4. Bombardato con protoni, l'elemento 115 dovrebbe trasformarsi in Livermorio (elemento 116) per poi decadere subito dopo, emettendo antimateria che annichilendosi genererebbe una enorme quantità di energia elettrica che alimenterebbe i tre amplificatori direzionali di anti-gravità dell'UFO.
- L'elemento 115 viene citato anche in una puntata della famosa serie televisiva X-file del 2016 come fonte per produrre energia toroidale, cioè energia di punto zero che permetterebbe la realizzazione di motori a curvatura per navicelle spaziali aliene